# Копеч (герб)

## Найбільш ранні згадки
Копеч ( пол. Kopeć) – шляхетський герб сілезьких родів, різновид герба Леліва.

## Опис герба
Юліуш Кароль Островський базовий варіант герба (відому як Копеч І) опсиує так:
У блакитному полі між рогами срібного півмісяця – шестипроменева срібна зірка. У клейноді зірка як у щиті. Намет блакитний, підбитий сріблом.
Він повідомляє також і дві інші відміни цього герба (що використовуються однією і тією ж сім'єю), названі ним відповідно Копеч II і Копеч III.
Копеч II:
У блакитному полі між рогами срібного півмісяця – п'ятипроменева срібна зірка, двома нижніми променями дотикається до центрального краю півмісяця. У клейноді така ж зірка.
Копеч III:
В червоному полі між рогами золотого півмісяця шестипроменева золота зірка. У клейноді три пера страуса: золоті між червоними. Намет червоний, підбитий золотом.

## Історія
Згідно Островського різновид належав родині Копеч польського походження в Сілезії.

## Роди
Право на власний герб мала одна сім'я Копечів (Kopeć, Kopec, Koppet).